# Problema da palavra para grupos
Na álgebra abstrata, o problema da palavra de um receptor recursivo na resolução de um algoritmo de nome grupo G, fornece um algoritmo de duas palavras para G, de forma que representem o mesmo elemento G. Apesar de ser dito popularmente como "Problema da palavra para grupos G" precisamente, ela é uma representação de um grupo que faz ou não faz soluções para esses tipos de problemas. Dadas duas representações finitas P e Q de um grupo G, P têm solução por meio do Problema da palavra para grupos caso Q apresente uma solução e/ou um valor diferente de uma incógnita. Neste caso não há nenhuma confusão em dizer problema da palavra para G (pois G representa quaisquer grandezas e/ou algoritmos inseridos em um conjunto). Quando um conjunto é recursivamente representado, mas não finitamente representado, as distinções se tornam importantes.
A relatada (mas não definida) forma desconhecida da palavra para uma classe K recursivamente representa grupos nos problemas aritméticos, dados como uma representação de P de um conjunto G da classe K como duas palavras geradoras de G, como também as palavras também representam os mesmos elementos de G. Alguns problemas  requerem a classe K para ser definida como uma "tabela recursiva enumerada de representações".